# Sekhmet
Sekhmet (cũng viết là Sachmis, Sakhmet, Sekhet, hoặc Sakhet) là một nữ thần chiến tranh của Ai Cập cổ đại. Tên bà có nghĩa là "Người mạnh mẽ" hay "Nữ thần của nỗi khiếp sợ". Bà có cái đầu của sư tử, đội đĩa mặt trời trên đầu, tay cầm quyền trượng và biểu tượng ankh. Một số sử gia cho rằng, thần Sekhmet đến từ Sudan (phía nam Ai Cập cổ đại trước kia), nơi có nhiều sư tử.

## Thần thoại
Sekhmet đại diện cho cái nóng gắt của mặt trời vào giữa trưa, vì thế bà được gọi với cái tên Nesert, tức "ngọn lửa" và là vị thần khắc nghiệt. Hơi thở của bà được cho là đã tạo nên những vùng sa mạc khô cằn của Ai Cập. Bà còn biết đến với tên gọi "Nữ thần của bệnh dịch", tương truyền bà sẽ gây bệnh cho những ai có ý chọc tức bà.
Tuy nhiên, Sekhmet cũng là vị thần liên quan đến y học, là bậc thầy chữa bệnh, thần của các bác sĩ và các thầy tư tế của Ai Cập, vì thế bà còn có tên gọi "Người phụ nữ của sự sống". Sách chết đề cập tới Sekhmet như một vị thần hủy diệt, nhưng bà lại được chép là người bảo vệ cho nữ thần Ma'at - vị thần của công bằng và pháp lý, với tên gọi "Người yêu quý Ma'at và ghét cái ác".
Theo truyền thuyết, thần Ra tức giận vì nhân loại không còn tôn trọng pháp luật nên đã phái Sekhmet. Sekhmet biến thành sư tử cái và tàn sát đám người đó trong biển máu. Để chấm dứt cuộc tàn sát say sưa của Sekhmet, thần Ra đã tưới ướt bãi chiến địa bằng hàng nghìn lít bia pha với nước trái lựu. Sekhmet khát máu uống no thứ nước màu đỏ tươi mà nó tưởng là máu và bị say xỉn không còn tấn công được nữa. Khi tỉnh dậy Ra đã đặt tên cho bà là hathor .
Các văn tự cổ chép rằng, những Pharaoh đều được sinh ra bởi nữ thần Sekhmet (Vương thiều thứ 5). Ramesses II đã lấy Sekhmet làm biểu tượng cho sức mạnh quân đội của ông ta. Vua Amenhotep III, cha của Akhenaton rất tôn sùng vị thần này. Ông đã cho làm hàng trăm bức tượng nữ thần Sekhmet để bảo vệ đền thờ của mình. Để xoa dịu cơn thịnh nộ của bà, các nữ tu đã dâng mỗi một bức tượng làm vật hiến tế vào các ngày trong năm. Đó chính là lý do giải thích tại sao có rất nhiều tượng của thần còn tồn tại.

## Gia đình
Một truyền thuyết khác kể rằng, sau cơn say đó, người đầu tiên thần nhìn thấy sau khi tỉnh giấc là Ptah và bà đem lòng yêu vị thần này. Hai người có với nhau một người con trai, đó là thần Nefertem - vị thần y học và sắc đẹp. Vì là một hiện thân của nữ thần Hathor nên bà cũng được coi là con của thần Ra.
Sekhmet cũng được cho là mẹ của thần chiến tranh Maahes, cũng là con của Ptah ở Thượng Ai Cập, ở Hạ Ai Cập thì cho Maahes là con của nữ thần Bastet. Vì thế, nữ thần Sekhmet là đại diện của vùng Thượng Ai Cập và Bastet đại diện cho Hạ Ai Cập.

## Thờ cúng
Nữ thần Sekhmet được tôn thờ nhiều nhất tại Memphis với tên gọi "Nữ thần hủy diệt" cùng với Ptah (chồng, thần Sáng tạo) và con trai Nefertem (thần Y học). Khi quyền lực chuyển giao từ Memphis sang Thebes trong thời kỳ Tân vương quốc, thần Sekhmet được thay bằng thần Mut (đôi khi xuất hiện dưới dạng sư tử), tạo nên Bộ ba Theban (Amun, Mut và Khonsu). Ba cũng được thờ riêng tại thành phố cổ Leontopolis.

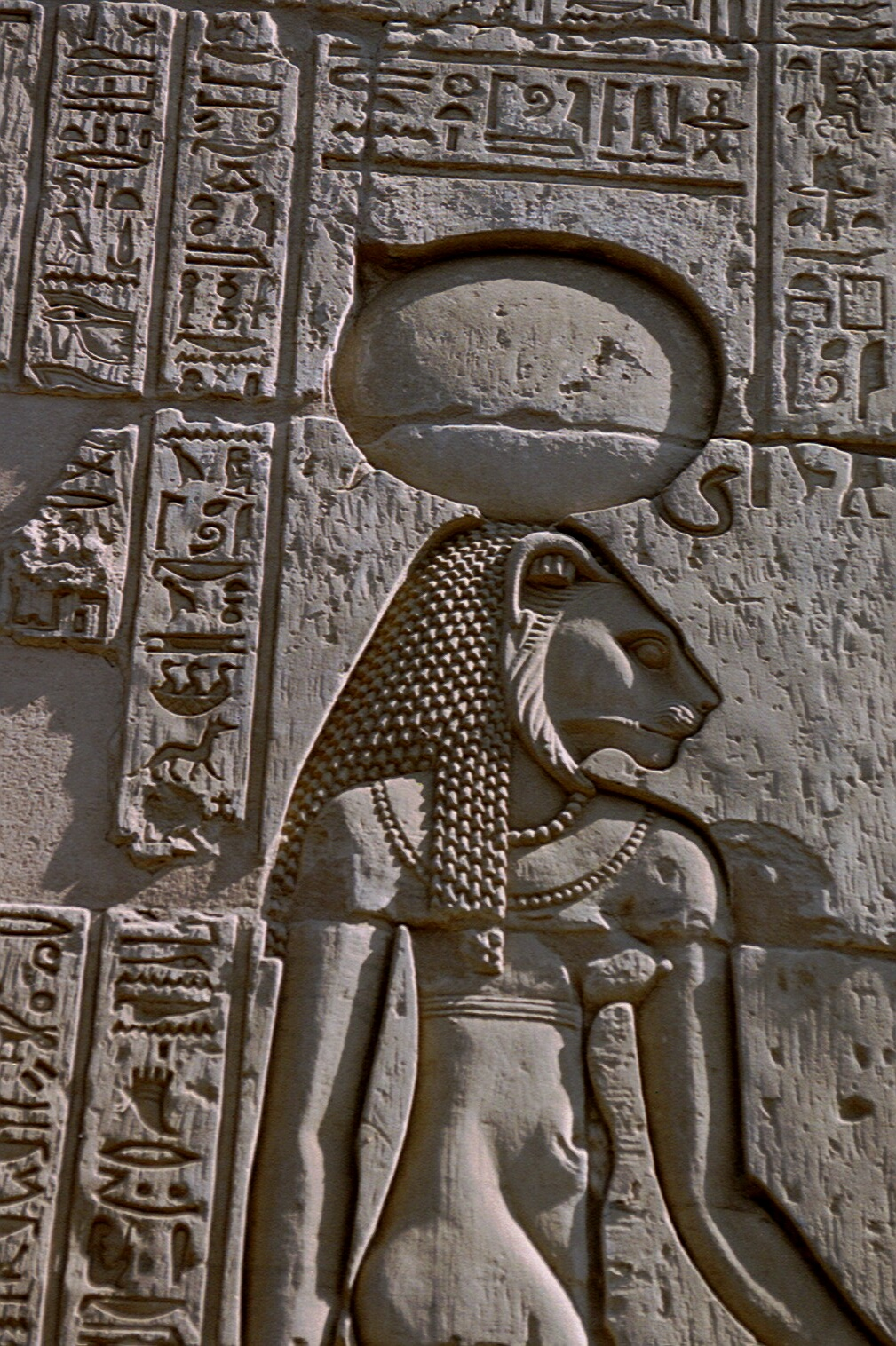
Nữ thần chiến tranh Sekhmet, ảnh tại đền thờ ở Kom Ombo